# Persèpolis (còmic)
Persèpolis (títol original en francès Persépolis) és una sèrie de còmics autobiogràfics i històrics realitzats en blanc i negre per Marjane Satrapi i publicats a França entre el 2000 i el 2003. La sèrie explica la vida de l'autora, des de la seua infantesa a l'Iran a l'entrada en la vida adulta. Relat de l'evolució de l'Iran vista pels ulls d'una xiqueta, Persèpolis constitueix un testimoni de la quotidianitat del període que va viure el país durant la Revolució iraniana el 1979-1980. Aporta un enfocament diferent dels relats històrics habituals, ja que en aquesta obra els esdeveniments es veuen des de l'interior i es viuen més que s'expliquen.
Va ser publicat en català el 2006 per l'editorial Norma.
El 2007, la sèrie fou adaptada al cinema d'animació en una pel·lícula realitzada per Vincent Paronnaud i Marjane Satrapi que va obtenir el premi del jurat en el Festival de Canes.
En 2020 es va publicar una altra edició en català de la mà de Reservoir Books (un segell de Penguin Random House) amb una nova traducció de Mireia Alegre Clanxet.